# Gowin Knight
Pour les articles homonymes, voir Knight.
Gowin Knight (10 septembre 1713-8 juin 1772) est un entrepreneur et scientifique anglais né à Corringham en Angleterre.
Knight est l'inventeur d'un procédé pour magnétiser l'acier plus fortement et durablement que les aimants naturels vers 1740. Il ne publie pas sa méthode — à l'époque les brevets n'existent pas et le secret est le seul moyen de conserver un avantage sur ses concurrents —, toutefois ses résultats sont publiés dans les Philosophical Transactions en 1744, art. 8, et  1745, art. 3. Ses secrets de fabrications meurent en grande partie avec lui.
Sa réputation lui permet de passer de gros contrats avec la marine royale britannique pour fournir les boussoles de tous leurs vaisseaux. Patricia Fara, dans son livre Fatal Attraction pointe que les marins de l'époque ne considèrent pas les boussoles de Knight utilisables en haute mer mais qu'ils ne sont pas écoutés[pas clair].